# Holmtjärnen (Västra Fågelviks socken, Värmland)
Holmtjärnen är en sjö i Årjängs kommun i Värmland och ingår i Göta älvs huvudavrinningsområde. Sjön är 17,5 meter djup, har en yta på 0,519 kvadratkilometer och är belägen 109,2 meter över havet. Vid provfiske har bland annat abborre, björkna, braxen och gers fångats i sjön.

## Delavrinningsområde
Holmtjärnen ingår i det delavrinningsområde (659977-127806) som SMHI kallar för Rinner till Utloppet av Stora Le/Foxen. Medelhöjden är 144 meter över havet och ytan är 35,39 kvadratkilometer. Det finns inga avrinningsområden uppströms utan avrinningsområdet är högsta punkten. Upperudsälven som avvattnar avrinningsområdet har biflödesordning 2, vilket innebär att vattnet flödar genom totalt 2 vattendrag innan det når havet efter 238 kilometer. Avrinningsområdet består mestadels av skog (62 procent). Avrinningsområdet har 141,99 kvadratkilometer vattenytor vilket ger det en sjöprocent på 27,5 procent.

## Fisk
Vid provfiske har följande fisk fångats i sjön:
- Abborre
- Björkna
- Braxen
- Gärs
- Gädda
- Mört
- Nors
- Sarv